# Bitwa pod Dąbrowicą
Bitwa pod Dąbrowicą – starcie zbrojne mające miejsce 1 marca 1944 roku w rejonie Dąbrowicy stoczone między radzieckimi partyzantami z 1 Ukraińskiej Dywizji Partyzanckiej im. gen. mjr. Sidora Kowpaka dowodzonej przez ppłk. Piotra Werszyhorę a niemiecką ekspedycją antypartyzancką. 

## Przebieg antypartyzanckiej akcji
Wykonująca tzw. rajd polski 1 Ukraińska Dywizja Partyzancka zakwarerowała w rejonie wsi Dąbrowica. Zwalczający działalność partyzancką okupacyjny rząd III Rzeszy do likwidacji wspomnianego oddziału radzieckiej partyzancki skoncentrował w rejonie Sieniawy, Tarnogrodu i Leżajska znaczne siły, które składały się ze 115 pułku policji, 1, 22 i 26 pułku SS oraz dwóch pułków z ukraińskiej Dywizji Waffen SS Galizien.
1 Ukraińska Dywizja Partyzancka dowodzona przez ppłk. Piotra Werszyhorę 1 marca 1944 roku została okrążona przez wspomniane siły niemieckie i ukraińskie z Dywizji Waffen SS Galizien. Uderzenie z trzech stron doprowadziło do zaciekłych walk. Doszło nawet do walki wręcz. Pomimo że partyzanci radzieccy ponieśli duże straty (podobnie jak strona atakująca) wydostali się z okrążenia. Poległych partyzantów pochowano w Dąbrowicy.  